# Szemtekerezgés
A szemtekerezgés (orvosi nevén nystagmus) egy akaratlan, ciklikus szembogármozgás. Hátterében több kiváltó ok is állhat. Lehet veleszületett vagy szerzett, s bármely életkorban előfordulhat.

## Elnevezése
A nystagmus görögül: νυσταγμός (e. nüsztagmósz) jelentése álmosság.

## Leírása
A szemtekerezgés akaratlan, ritmusos szemmozgás, amit a kisagy, az agytörzs vagy a szemmozgató rendszer és pályáinak, vagy a belső fül betegsége okozhat. Mindkét szemgolyó egyszerre és azonos kitéréssel mozog. Az akaratlan szemmozgás rendszerint gyors és lassú összetevőkből áll. Alatta mozgásillúzió keletkezik, vagyis a környezetben lévő tárgyak látszólag elmozdulnak a gyors komponens irányában. A forgó jellegű szédülés (vertigo) is előfordul.

## Gyakorisága
Egy 2009-es tanulmány szerint tízezer emberből 24 főnél (2,4‰) fordul elő. Európában átlagosan gyakoribb, mint az ázsiai országokban. Újszülötteknél is előfordul.

## Okai
A szemtekerezgés oka lehet szemészeti eredetű, felléphet pl. súlyos fokú rövidlátás, szürke hályog, szaruhártya- vagy üvegtest borússága, kétoldali retinabetegség, látóideg-rendellenesség és albinizmus esetén is. Lehet neurológiai eredetű, például vízfejűség vagy idegrendszeri tünetekkel járó daganat állhat a hátterében, de okozhatja az egyensúlyi rendszer zavara is. Kiválthatja a problémát veleszületett citomegalovírus-fertőzés, bakteriális agyhártyagyulladás, oxigénhiányos állapot okozta sérülés is. Lehet genetikai vagy metabolikus oka is.
A szemtekerezgés fiziológiás vagy élettani is lehet, amikor mellettünk elhaladó, vagy mozgó járműből álló tárgyak megfigyelése közben keletkezik, vagy amelyet a félkörös ívjárat (labirint, a belső fül része) ingerlésével lehet kiváltani.
A szemtekerezgés hátterének felderítéséhez a kivizsgálás során megfigyeljük a nisztagmus ritmusát, frekvenciáját és azt, hogy a tekintés és a fej helyzete befolyásolja-e. A nisztagmus kiváltható élettani ingerekkel, illetve lehet veleszületett és szerzett is.

### Agyi eredetű szemtekerezgés
A centrális eredetű szemtekerezgést agyi érkatasztrófa (stroke, agyvérzés), sclerosis multiplex, agyvelőgyulladás, epilepszia, alkohol és drog által kiváltott agyi károsodás vagy az agy sérülése okozhatja.

### Nem agyi eredetű
A perifériás eredetű szemtekerezgés hátterében fülgyulladás, a fül keringési zavara, fülsérülés, vírusos és egyéb fertőzések állhatnak, mint pl. a jóindulatú helyzeti szédülés (BPPV), a Ménière-kór, az egyensúlyszerv idegsejtjeinek gyulladásával járó állapot (neuronitis vestibularis).
Az élettani szemtekerezgést (optokinetikus nisztagmus) mindenki ismerheti: amikor a vonatban ülve egy tárgyat fixálva nézünk az ablakon át, látható a szemtekerezgés, de kiválthatjuk úgy is, ha például forgószéken forgatunk valakit.
Az ingaszerű szemtekerezgés kisagyi károsodásoknál, illetve rövidlátóknál fordul elő.
A külső hallójáratba juttatott hideg vagy meleg víz normális esetben kiváltja, a belső fül egyensúlyszervének (labyrintus) betegsége esetében az érintett oldalon viszont nem jelentkezik szemtekerezgés. Kiváltó okok lehetnek ilyenkor a középfülgyulladás áthúzódása a belső fülre, az egyensúlyszerv bevérzése, koponyasérülés, koponyaűri daganat, alkohol és más mérgező szerek.

### Az egyensúlyszerv idegsejtjeinek gyulladása
A belsőfülgyulladás neuronitis vestibularis jellemző tünete a szemtekerezgés mellett a szédülés, hányás. A diagnózis felállítására elvégzett vizsgálatok közül a vesztibuláris próba teljes kiesést jelez az egyik oldalon, miközben a többi neurológiai vizsgálat (koponya CT, MRI-, agyi erek Doppler-vizsgálata) eltérést nem mutat, a hallás nem esik ki. Vírus vagy keringési okból akár hónapokig is tarthat.

## Diagnózisa
A szemtekerezgés sokszor szabad szemmel is látható, ám pontos diagnosztizálása nystagmográffal történik, amellyel szemmozgását kilenc irányban vizsgálják. Általában gyors és lassú összetevőből áll. Irányát a gyors komponens alapján lehet megállapítani, mivel az jobban detektálható. Iránya lehet vízszintes, függőleges, átlós vagy forgó (az óramutató járásával megegyező vagy ellentétes irányú). Ritkán előfordul ún. retrakciós forma is, amelynél a szemgolyók a szemüregben előre-hátra rezegnek. Lehet ritmusos vagy ingaszerű is, jellemezhető frekvenciával, illetve azzal, hogy a tekintés iránya vagy a fej helyzete befolyásolja-e.
A gyors komponens és a tekintés irányának viszonya alapján a szemtekerezgés lehet I., II. vagy III. fokú.

## Kezelése
A szimptóma nem gyógyítható, a kiváltó ok megszüntetésével lehet kezelni.